# Недѣля
«Недѣля» (Неділя) — закарпатська мадяронська щотижнева газета, офіційний орган «Организация Греко-католицкой Молодежи» («ОГКМ»), філії КАЛОТ (Угорська католицька організація аграрної молоді). Виходила 3 серпня 1941 до 15 жовтня 1944 року.

## Історія
Газету засновано у серпні 1941 році. Засновником та головним редактором був мадярон Олександр Ільницький, головний радник регентського комісаріату Карпатської території (Підкарпаття). Члени редакції газети Василь Шерегій та Андрій Кутлан у різний час паралельно очолювали практичну роботу «ОГКМ», організовували роботу Вищої школи народної освіти. 
Перше число газети вийшло 3 серпня 1941 року. До кінця 1941 року вийшло 22 номери газети, 1942 року — 51, 1943 — 50, 1944 — 41 номер. Останній номер вийшов 15 жовтня 1944 року, за два тижні до приходу в Ужгород Радянської Армії. 
Газета виходила в неділю, на чотирьох чи шести сторінках. У газеті були такі рубрики: «ДробнѢ вѢсти», «ВѢсти», «Народное господарство», «Голосъ села», «О.Г.М. – L.O.K.», «Спортъ», «За смѢймеся», «Гуморъ».
На сторінках газети у рубриці «О.Г.М. – L.O.K.» висвітлювали діяльність «Организації Греко-католицькой Молодежи», яка співпрацювала з угорською напіввійськовою фашистською молодіжною організацією «Левенте».